# هولر (آلمان)
هولر (به آلمانی: Holler) یک شهر در آلمان است که در وستروالدکرایس واقع شده‌است. هولر ۱٬۱۱۱ نفر جمعیت دارد.